# 오미나토정 (미에현)
오미나토정(大湊町)은 미에현 와타라이군에 설치되었던 정이다. 현재의 이세시에 해당한다.